# Šport u 1953.
◄◄ | ◄ | 1950. | 1951. | 1952. | 1953.  | 1954. | 1955. | 1956. | ► | ►►
Arhitektura • Astronautika • Astronomija • Biologija • Film • Fotografija • Glazba • Kazalište • Kemija • Kiparstvo • Knjige • Književnost • Kršćanstvo • Meteorologija • Medicina • Planinarstvo • Politika • Pravo • Promet • Slikarstvo • Strip • Šport • Televizija • Znanost • Zrakoplovstvo • Željeznički promet
Šport u 1953.

## Svijet

### Natjecanja

#### Kontinentska natjecanja

##### Europska natjecanja
- Od 24. svibnja do 4. lipnja – Europsko prvenstvo u košarci u Moskvi u tadašnjem SSSR-u: prvak SSSR

### Osnivanja
- Dynamo Dresde, njemački nogometni klub
- Antalyaspor, turski nogometni klub

## Vanjske poveznice
|  | Zajednički poslužitelj ima još gradiva o temi Šport u 1953. |